# Machmell River
Machmell River är ett vattendrag i Kanada.   Det ligger i provinsen British Columbia, i den sydvästra delen av landet, 3 700 km väster om huvudstaden Ottawa. Machmell River ligger vid sjön Owikeno Lake.
I omgivningarna runt Machmell River växer i huvudsak barrskog. Trakten runt Machmell River är nära nog obefolkad, med mindre än två invånare per kvadratkilometer.